# Phép đảo chữ

Chữ tiếng Anh Listen (nghe) được đảo thành Silent (im lặng)

Phép đảo chữ (tiếng Anh: Anagram, hay còn gọi là thuật đảo chữ) là cách một từ hay cụm từ được tái sắp xếp thành các ký tự của 1 từ hay cụm từ khác, sử dụng các ký tự ban đầu chỉ 1 lần duy nhất. Ví dụ, từ "rail safety" có thể viết thành "fairy tales" với cùng số lượng từng chữ cái.
Phép đảo chữ thông thường được dùng để chơi trò chơi đố chữ hay học từ vựng mới.
Một vài ví dụ:
- "a gentleman" = "elegant man"
- "eleven plus two" = "twelve plus one"
- "William Shakespeare" = "I am a weakish speller"
- "Tom Marvolo Riddle" = "I am Lord Voldemort"